# Кезгайло, Станислав Николаевич
Станислав Николаевич Кезга́йло (около 1520—1554) — государственный и военный деятель Великого княжества Литовского.

## Биография
Воспитывался под опекой Юрия Радзивилла, позже вступил в свиту Сигизмунда Августа. В разные годы занимал должности кухмистра, стольника, подчашего. После женитьбы короля и великого князя в 1548 году покинул двор. С 1551 года был старостой тыкотинским и могилёвским. В 1549 году получил титул графа Священной Римской империи, титуловался графом «на Крожах». Перешёл в протестантство. 7-летний сын Станислава Ян скончался через полгода после его смерти, на нём и пресёкся род. Владения Станислава разделили родственники по женской линии — Завиши и Шеметы.